# خريستوس تسونتاس
كان خريستوس تسونتاس (1857 - 9 يونيو 1934) عالم آثار كلاسيكي يوناني. ويُعتبر رائدًا في علم الآثار اليوناني وقد سُمي «أول عالم يوناني مختص بعصور ما قبل التاريخ وأكثرهم بروزًا».
ولد خريستوس في ستينيماخوس في تراقيا عام 1857، وتلقى تعليمه الجامعي في ألمانيا في جامعات هانوفر وميونخ وينا. وبعد فترة قصيرة من عمله مدرسًا، عينته جمعية أثينا الأثرية موظفًا مختصًا بالآثار عام 1882، وانضم إلى دائرة الآثار اليونانية في العام التالي. تركز نشاطه في العقود الأولى من حياته على علم الآثار الميداني، إذ أجرى أول مسح أثري لثيساليا، ونقب عن العديد من المدافن الميسينية في لاكونيا، وأجرى أول حملة حفر وتنقيب رسمية لحصن موكناي. وفي أواخر تسعينيات القرن التاسع عشر، أدت اكتشافاته في كيكلادس إلى إيجاد أول دليل على الحضارة الكيكلادية، التي أطلق عليها تسونتاس هذا الاسم.
أصبح تسونتاس أستاذًا في جامعة أثينا عام 1904، ومن وقتها، تراجع عمله الأثري الميداني إلى حد كبير. نشر عدة دراسات وكتب دراسية حول آثار عصور ما قبل التاريخ، بما في ذلك الأعمال التي تعتبر اليوم مرجعًا في هذا المجال. انتقل تسونتاس إلى جامعة ثيسالونيكي بين عامي 1925 و1926 وتوفي عام 1934.

## عمليات الحفر والتنقيب
حدثت معظم عمليات الحفر والتنقيب التي شارك بها تسونتاس في بداية مسيرته المهنية وتحديدًا بين عامي 1886 و1908. وبين عامي 1880 و1891، أجرى تسونتاس عمليات تنقيب في منطقة لاكونيا جنوب اليونان، وشملت حفرياته هناك مدفن ثولوس في فافييو؛ وعلى الرغم من أن المدفن قد خضع للمسح في 1805، اكتشف تسونتاس مدفنًا سليمًا في أرضيته يحتوي على متعلقات خاصة بالمتوفى بما فيها كأسي فافييو. وبهذا أصبح تسونتاس أول عالم آثار في ذلك العصر ينقب وينشر عن مدفن مقبب مؤكدًا أن هذه النصب التذكارية قد شُيدت كقبور وليس كخزائن ملكية حسب الاعتقاد السائد آنذاك. شملت حملة تسونتاس إلى لاكونيا عام 1809 عمليات حفر وتنقيب عن الضريح الميسيني المعروف باسم الأميكلايون، وهناك اكتشف رأسين منحوتين عرفوا باسم «رؤوس الأميكلاي» وقد يعود تاريخهما إلى العصور الميسينية والهندسية وربما كان أحدهما يمثل الإله أبولو.
عمل تسونتاس في أكروبوليس أثينا منذ عام 1884. وفي العام نفسه قاد مسحًا تحت الماء للتحقيق في موقع معركة سلاميس التي دارت عام 480 قبل الميلاد؛ وعلى الرغم من أن الطقس السيء تسبب بفشل هذا المشروع إلى حد كبير، فلعله أول عمل أثري ينفذ تحت الماء. نقب تسونتاس أيضًا في قلعة تيرنز الميسينية في الأرغوليذا بين عامي 1890 و1891.
وفي 1887، أجرى تسونتاس عمليات تنقيب في مدافن تاناغرا المنهوبة في بويوشا. عمل في تيرنز بين عامي 1890 و1891، ونقب في مدفن ثولوس في كامبوس بالقرب من آفيا في ميسينيا عام 1891 كاشفًا عن تماثيل تعود إلى الحضارة المينوية. وبين عامي 1890 و1892 ساعد كافادياس، الذي كان الإيفور العام آنذاك، في تصنيف المواد التي تعود إلى عصور ما قبل التاريخ في المتحف الوطني للآثار. وفي 1896، عُين تسونتاس أمينًا على المجموعات الميسينية والمصرية في المتحف وكان قد نظم في نفس الوقت فهرسًا بموجودات المتحف الميسينية.

### موكناي
بعد حملة التنقيب في المدفن الدائري إيه في موكناي بقيادة رجل الأعمال الألماني هنريك شوليمان وستاماتاكيس بين عامي 1876 و1877، استلم تسونتاس الموقع من مايو 1886 ولغاية 1910. أجرى أولى عمليات الحفر والتنقيب في مدفن ما قبل التاريخ حول مستوطنة ميسيناي وقاد أولى عمليات التنقيب الرئيسية في الأكروبوليس الخاص بها، حيث اكتشف المنحدر العظيم وعمل على مسح سفوح الحصن وكشف قسمًا كبيرًا من المباني فيها. وقد أعطى اكتشاف تسونتاس لمواد مصرية قديمة في الموقع، منها سبع لويحات طينية تحمل اسم الفرعون أمنحوتب الثالث في الأكروبوليس، أول دليل قاطع على أن تاريخ الموقع يعود إلى أواخر العصر البرونزي (نحو 1600 - نحو 1200 قبل الميلاد)؛ كان مؤرخًا سابقًا بعبارات غامضة، غالبًا ما وصفها المسافرون بكلمات مثل «قدم التاريخ» أو اعتُبرت عائدة إلى فترات مختلفة نحو 1000 قبل الميلاد.
كان الهدف الرئيسي من عمليات الحفر والتنقيب الأولية التي أجراها تسونتاس عام 1886 اكتشاف المركز الفخم لموقع ميسيناي، وفي ذلك العام أجرى مسحًا لمعظم أجزاء الحصن واكتشف القصر والميغارون ونقب في المعبد الهلنستي الذي بُني على الأكروبوليس، وأزال في وقت لاحق بقايا المعبد بالإضافة إلى معظم بقايا الفترة ما بعد الميسنية وذلك للكشف بشكل أكبر عن قصر العصر البرونزي. وفي العام نفسه، نفذ عمليات تنقيب على السفح الغربي للحصن، في منطقة تحوي برجًا هلنستيًا وكشف عن مجموعة مباني عُرفت لاحقًا بأنها جزء من «مركز الطائفة» في الموقع.
في 1887، بدأ تسونتاس حفرياته للمدافن خارج حصن ميسيناي، إذ اعتبر أن المدافن التي نقب عنها في الدائرة إيه هي مقابر «ملكية» وسعى إلى إيجاد ما أسماه مدافن عامة الشعب في الموقع. وبين عامي 1887 و1898، حفر تسونتاس وكشف عن 103 غرفة مدفن وثلاثة مدافن مقببة غير معروفة سابقًا (عُرفت بعد ذلك باسم مدفن أغيسثوس وثولوس باناغيا ومدفن الجيني) بالإضافة إلى مسح أربعة مدافن مقببة أخرى كانت مكتشفة سابقًا. وفي 2006، مثلت حفريات تسونتاس أقل بقليل من نصف العدد الإجمالي لغرف المدافن التي نُقب عنها في ميسيناي، ولكن قلة التوثيق الذي عمل عليه تسونتاس قد حصر استخداماتهم في مجال الدراسة الأثرية فقط.
وفي 1888، أجرى تسونتاس مزيدًا من عمليات التنقيب في القصر بالإضافة إلى الجزء الشرقي من الحصن وتحديدًا الامتداد الشمالي الشرقي وخزانات المياه تحت الأرض التي اكتشفها بنفسه. استمرت الحفريات في 1889، وخلال هذا الوقت أجرى تسونتاس مزيدًا من عمليات التنقيب في الجزء الجنوبي الغربي من الحصن، وكشف عن سلسلة من المباني على مدى عدة مواسم من العمل ولكنه لم يوثق الكثير منها. وفي 1890، مسح السفوح الشمالية والشمالية الغربية للمدينة، ووصل إلى البوابة الشمالية بحلول 1893. وفي عامي 1895 و1896، مسح السفوح الشرقية والغربية من الأكروبوليس وعاد في 1896 إلى السفح الجنوبي الغربي. لم يتبق دون تنقيب سوى مساحة صغيرة على السفح الغربي للحصن، والمعروفة اليوم باسم منطقة «بيت الحصن».
لم تكن ملاحظات تسونتاس حول عمليات الحفر والتنقيب عن غرف المدافن في الموقع متناسقة، وغالبًا ما كانت الدلائل قليلة حول المدفن الذي يتحدث عنه. وفي تسعينيات القرن العشرين، أجرى عالم الآثار كيم شيلتون عمليات مطابقة بين المدافن المكتشفة والمرقمة في ملاحظات تسونتاس وبين آثارها الموجودة في الموقع حتى ذلك الوقت. وقد أثبت اكتشافه لمواد مصرية داخل الحصن أنه يعود إلى أواخر العصر البرونزي. وفي أواخر عام 1880، أجرى تسونتاس عمليات تنقيب في مدفني ثولوس معروفين باسم كاتو فورنوس وإيبانو فورنوس، اعتُقد سابقًا أنهما بوابات. وفي 1891، أجرى عمليات تنقيب في مدفن كليتيمنيسترا. وعلى النقيض من المعتقدات السائدة في ذلك الوقت، فقد اعتبر تسونتاس أن غرف المدافن ومدافن الثولوس الموجودة في الموقع أحدث من مدافن الدائرة إيه. نفى أيضًا وجود أي رابط بين المدافن في موقع ميسيناي وشخصيات ملاحم هوميروس حسب ادعاء شوليمان. كان تسونتاس بين عامي 1899 و1903 مسؤولًا عن تدعيم وترميم الآثار في ميسيناي.